# Юрів
Ю́рів — село Макарівської селищної громади Бучанського району Київської області. Розташоване за 10 км від центру громади — селище Макарів. Найближча залізнична станція — Буян, за 30 км. Поруч із селом — автомагістраль Київ — Чоп. Площа населеного пункту — 182,5 га. Населення — 347 осіб. Кількість дворів — 181. День села — Свято Трійці. Геральдика с. Юрів затверджена рішенням сесії Юрівської сільської ради у 2009 р.

## Історія
Село Юрів краєзнавець Лаврентій Похилевич ототожнював з Іровом Олевської волості, яке згадував у листі Євстафій Дашкович 15 червня 1515 року. Насправді Іров знаходився на річці Уборті (протікає в Ємільчинському та Олевському районах Житомирської області України і Гомельській області Білорусі). Його ще 1499 року купив у Тишкевичів Богдан Глинський. Перша відома згадка про Юрів датується 1793 роком, коли територія Макарівщини була приєднана до Російської Імперії.
Станіслав Кабанський продав Юрів та Копіївку в 1849 р. за 2500 рублів Є. Т. Єремеєву, який служив при генерал-губернаторові Бібікові чиновником для особливих доручень. Єремеєв був автором ряду праць, але свої справи запустив так, що в 1880 р. обидва помістя були продані, а гроші пішли після його смерті на погашення боргів.
Після нього Юровом став володіти Орест Юрійович Соколовський. У цей час в Юрові проживало 320 людей, зокрема 8 ревізьких душ та 15 євреїв, які жили при заїжджому дворі та при млині.
Мама Надії Старовойтенко, яка працювала в Соколовських, розповідала, що поміщики були дуже порядними і розумними, людям платили непогано, а їхнім дітям навіть давали придане. До Соколовських просилося багато людей на роботу, але не всіх брали: тільки роботящих і порядних. Поміщики самі лікували своїх робітників, адже були медиками.
Під час революційних подій селяни спалили всі маєтки навколо, залишили лише садибу Соколовських, ще й попередили поміщиків, щоб вони втікали. Підпалили тільки хлівчик, щоб відвернути увагу, а вночі кіньми прості люди відвезли Соколовських у Фастів до поїзда. У селі залишився син Юрій і його дружина, яка пізніше, коли в саду побудували маленьку дерев'яну школу, вчила сільських дітей.
Старожили розповідають, що маєток Соколовських був неймовірної краси: висаджені алеї бузку, барбарису, до річки — алеї з лип, а біля річки стояли дві альтанки для відпочинку.
Часто приїздив до Соколовських відпочивати знаменитий живописець Микола Костянтинович Реріх.
Після революції в маєтку розташовувався дитячий будинок. Зі слів Ніни Радченко (нині покійна), її мама, яка працювала в цьому закладі, розповідала, що там багато дітей помирало від голоду та холоду.
У 1920 р. в Юрові створено ревком і комнезам, які допомагали продовольчим загонам та вели агітаційну роботу щодо вступу селян до колгоспу.
У 1930 р. в Юрові діяв колгосп ім. Леніна, який не виконував план хлібозаготівлі. У 1932 р. господарство виконало план лише на 26 %, а в 1933 р. — тільки на 0,1 %.
Під час Голодомору 1932—1933 рр. люди дуже бідували, але більшості сімей вдалося вижити. Померла сім'я Варки Помогайбо (вона і три дочки — Тося, Ганя, Женя), одна дочка Катя вижила і прожила до 2000 р. У сім'ї Юхима і Христі Лопат помер син Михайло. Голод забрав Андрія і Параску Лопат, Данила Лукича Тучемського і його сина Івана.
Уповноваженими зі збору податків були: І. Н. Ярошенко, І. М. Семенченко, М. Д. Помогайбо, Ф. Н. Сич, С. О. Хоменко, Є. С. Кириленко. У період репресій був заарештований і вбитий С. П. Мангер.
Хлібозаготівля кожного року здійснювалася дуже важко. Проте у 1938 р. юрівські колгоспи «Ленінець» та «Перемога» план перевиконали.
Коли почалася Німецько-радянська війна, більше сотні селян пішли на фронт, 65 з них загинули. У центрі села встановлено пам'ятник загиблим односельцям, на ньому викарбувані їхні прізвища. На трасі Київ — Житомир знаходяться ще дві братські могили воїнів, що визволяли Юрів.
Багато воїнів-односельців нагороджено орденами і медалями за героїзм. Кавалерами орденів Слави є П. К. Павловський, В. І. Ярошенко, І. Я. Йовенко, А. П. Левченко.
Після Німецько-радянської війни маєток, де до 1941 р. розміщувалась початкова школа, добудували і зробили семирічну школу, а пізніше — восьмирічну. На території школи були побудовані корпуси піонерського табору, де постійно відпочивали діти з м. Мурманська. Директором цієї школи з 1956 року був Чертков Микола Семенович.
В Юрові до 1992 р. діяла восьмирічна школа. Потім у сусідньому с. Червона Слобода побудували нову середню школу. Так в Юрові залишилась тільки початкова школа. Саме в ці роки (з 1995 р.) приїздив онук пана Соколовського, який ознайомився з маєтком свого діда, зробив кілька знімків на пам'ять. Початкова школа проіснувала недовго. Вже в 1996 р. всі діти пішли у середню школу с. Червона Слобода.
Колгоспи створювалися, роз'єднувалися… У пам'яті юрівчан залишилися імена голів колгоспу. Першим головою колгоспу був А. І. Біленко. Під час Німецько-радянської війни — Ю. Лопата. Після війни — Бездітко, Лопата, Богдань, Шень, Кучеренко, Кацапчук, Слабенко.
На початку 1971 р. колгосп «Зоря комунізму» об'єднав чотири села: Юрів, Ситняки, Копіївку і Завалівку. Першим головою колгоспу був К. К. Шурда, трудову династію якого підтримав син Валерій Костянтинович Шурда, працюючи головою виконкому Юрівської сільської ради, з 1993 р. — голова колгоспу «Здвиж» с. Юрів. Сьогодні Валерій Костянтинович — голова Юрівської територіальної громади. 
Пригадують селяни і голів колгоспу: Агаркова, А. А. Скибуна, П. Г. Ляшка, Д. І. Олійника. Останнім керівником ТОВ «Юрів» був О. М. Гмиря. Пізніше на території колгоспу утворилося ФГ «Дід Макар».
Нині на території Юрівської сільської ради працюють два ФАПи, два сільських клуби, бібліотека, торговельні точки, три пилорами. На території славного маєтку Солоколовських побудовані нові котеджі і забудовується вул. Шкільна. На місці колишнього саду ведеться забудова нової вулиці Грушевського.

## Населення

### Мова
Розподіл населення за рідною мовою за даними перепису 2001 року:
| Мова       | Кількість | Відсоток |
| ---------- | --------- | -------- |
| українська | 351       | 98.6%    |
| російська  | 5         | 1.4%     |
| Усього     | 356       | 100%     |

## Відомі люди
В Юрові народилася Катерина Семенівна Левченко (1920 р.н.) — доктор хімічних наук (1966 р.н.), професор, заслужений діяч науки УРСР.
Юрівці пишаються своїм сільським самородком — Ольгою Олексіївною Леоненко (1924 р.н.). Проста колгоспниця, без будь-якої освіти пише гарні вірші. Крім того, ця жінка — прекрасна мати, виростила трьох дітей, допомогла дати їм вищу освіту. Син Петро Іванович — професор, викладач Державного університету фінансів та міжнародної торгівлі; дочка Олена Іванівна — соціолог-політолог, викладач Миколаївської сільськогосподарської академії; дочка Тетяна Іванівна — викладач Кіровоградського університету сільськогосподарського машинобудування; онука Олена Іларіонівна — кандидат юридичних наук, старший викладач кафедри міжнародного права Українського державного університету фінансів та міжнародної торгівлі, радник Вищого Адміністративного Суду України.

## Кличе край колисковий
Автор Василь Кленц, співавтор Галина Захарченко
Моє дитинство — річко Здвиж,
Ти крізь літа мої летиш
В розкішних кучерях лози…
Вода — чистіша від сльози.
Стоїть мрійливо рідна хата,
Мій добрий, милий оберіг,
Мене щоденно виглядає
З усіх стежок, з усіх доріг.
Квітучий сонях на городі
У світ зелений задививсь,
Думки на променях гойдає,
Питає: «Де ти забаривсь?»

Приспів:
Мій казковий, замріяний краю,
Краю росяних трав і пісень солов'я,
Чарівна Юрівська моя земля,
Що без тебе, скажи, вартий я?

Приходить у сон мій лелека,
З моїх колискових доріг,
Я швидко лечу за тобою
На батьківський рідний поріг.
О земле, срібно-золота,
Прошила небо і літа,
О рідна, рідна річко Здвиж,
Куди ж ти роки мої мчиш?

## Власність Медведчука
У селі 4 великі земельні ділянки (близько 1 млн кв м) належать куму Путіна Медведчуку.